# Polop
Polop – gmina w Hiszpanii, w prowincji Alicante, we wspólnocie autonomicznej Walencja, o powierzchni 22,58 km². W 2011 roku liczyła 4549 mieszkańców.